# Anxi
Anxi fou una fortalesa a l'oest de l'actual província de Gansu, a la República Popular de la Xina.
Fou una ciutat militar de la dinastia Tang i hi queden les restes del castell de Suoyang. Des d'Anxi sortien dues rutes, l'una pel nord i l'altra pel sud, per creuar el desert de Taklamakan dins la ruta de la Seda.
A uns 70 km al sud, hi ha les grutes de Yunlin excavades als penya-segats a les dues vores del riu Yulin. El penya-segat oriental té trenta grutes i el de l'oest en té onze, amb una distància entre cadascuna de més d'uns cent metres.